# Юйвень Юнь
Юйвень Юн (кит.: 宇文贇; піньїнь: Yǔwén Yūn; 559–580) — четвертий імператор Північної Чжоу з Північних династій.

## Життєпис
Був сином і спадкоємцем Юйвень Юна. Зайняв трон після смерті свого батька 578 року. Джерела вважають його слабким правителем, чиї дії фактично призвели до початку занепаду держави. Менше ніж за рік після сходження на престол передав його своєму сину Юйвень Яню, а сам віддався розвагам і жінкам. Помер 580 року, після чого владу в державі захопив правитель Суй Цзянь I.

## Девіз правління
- Дачен (大成) 579